# Albatross
"Albatross" é uma música instrumental criada pela banda Fleetwood Mac, que tem a guitarra elétrica como instrumento principal. Foi lançada como single em novembro de 1968, e mais tarde com os álbums de compilação The Pious Bird of Good Omen(UK) e English Rose (USA). A canção foi composta por Peter Green. A composição e seu arranjo sugerem um cenário de mar relaxante, com címbalos, imitando o som das ondas, e um solo de guitarra bem calmo. O solo contém apenas dois acordes, Emaj7 e F#m.